# نیکلاس لارسن
نیکلاس لارسن (دانمارکی: Niklas Larsen؛ زادهٔ ۲۲ مارس ۱۹۹۷) دوچرخه‌سوار اهل دانمارک است.
وی در مسابقات کشوری و بین‌المللی در مجموع برندهٔ ۱ مدال طلا، ۳ مدال نقره، ۲ مدال برنز شده‌است.